# Torneutopsis translucidus
Torneutopsis translucidus är en skalbaggsart som beskrevs av Martins och Monné 1980. Torneutopsis translucidus ingår i släktet Torneutopsis och familjen långhorningar. Inga underarter finns listade i Catalogue of Life.